# マルクトグライツ
マルクトグライツ (ドイツ語: Marktgraitz) は、ドイツ バイエルン州 オーバーフランケン行政管区のリヒテンフェルス郡に位置する市場町で、レドヴィッツ・アン・デア・ローダッハ行政共同体を形成する。

## 地理

### 位置
この市場町は、フランケンヘーヘ自然公園とフレンキシェ・シュヴァイツ＝フェルデンシュタインの森との間、シュタイナハ川の支流や、ローダッハ川沿いに位置する。

### 自治体の構成
この町は、マルクトグライツ地区のみからなる。

## 歴史
1071年の贈与証明書がこの町について言及している最初の史料である。

## 行政

### 議会
マルクトグライツの町議会は、町長を含めて13議席である。

### 紋章
紋章の図柄：赤字に緑の土地の上に門のある銀色の壁、その向こうに赤い屋根をもつ銀色の教会の側面と張り出しのある塔。

## 経済と社会基盤

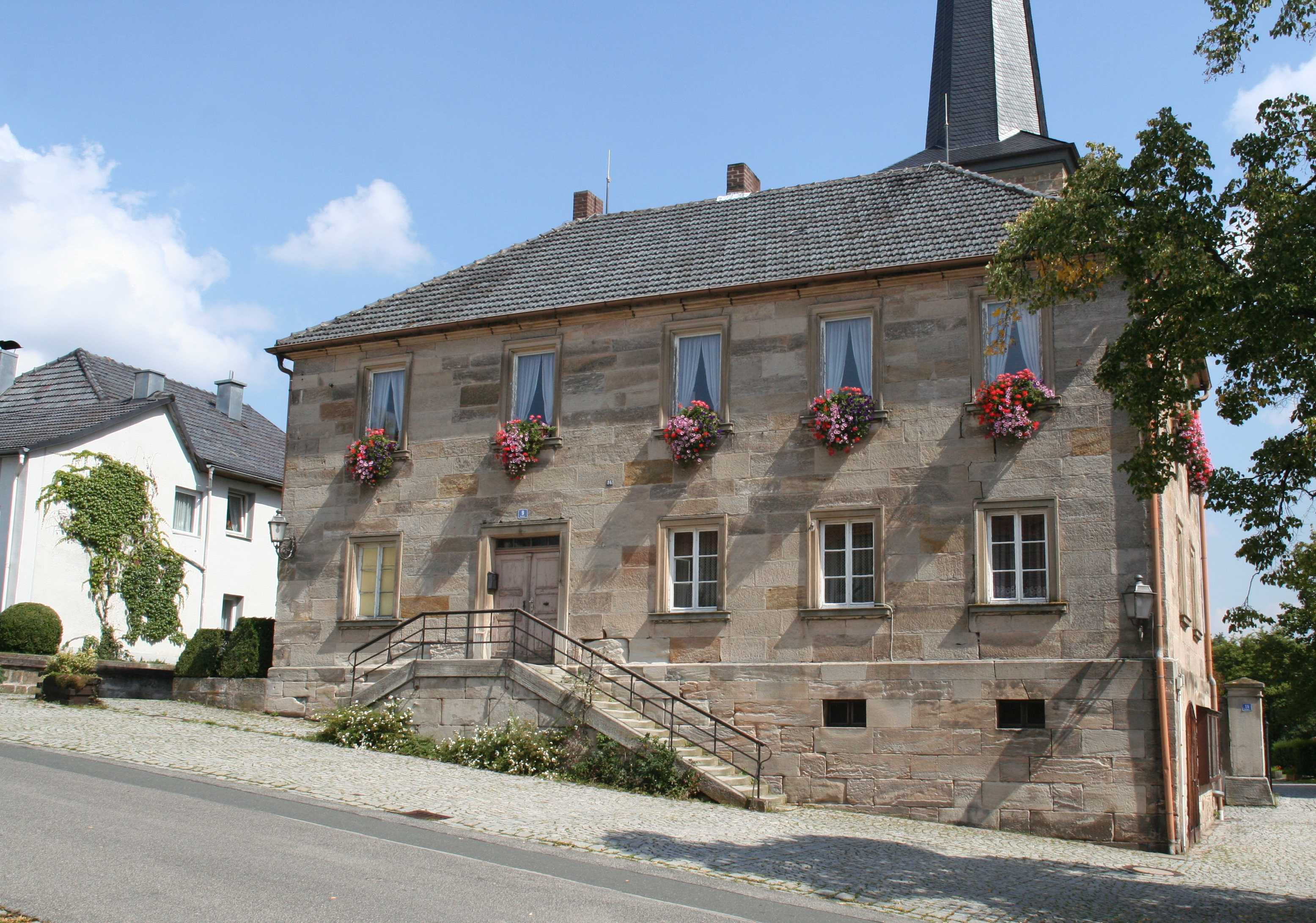
旧学校

### 交通
マルクトグライツは連邦道B173およびB289の北側に位置している。

## 引用
1. ↑  https://www.statistikdaten.bayern.de/genesis/online?operation=result&code=12411-003r&leerzeilen=false&language=de Genesis-Online-Datenbank des Bayerischen Landesamtes für Statistik Tabelle 12411-003r Fortschreibung des Bevölkerungsstandes: Gemeinden, Stichtag (Einwohnerzahlen auf Grundlage des Zensus 2011)
2. ↑  Bayerische Landesbibliothek Online